# Königreich Bamum
Das Königreich Bamum oder Bamun, auch bekannt als Mum, war ein vorkolonialer Staat im heutigen Nordwest-Kamerun in Westafrika. Der 1394 gegründete und bis 1884 unabhängige Staat wurde von den Bamum errichtet, einem Semibantu-Volk aus dem Hochland Westkameruns.

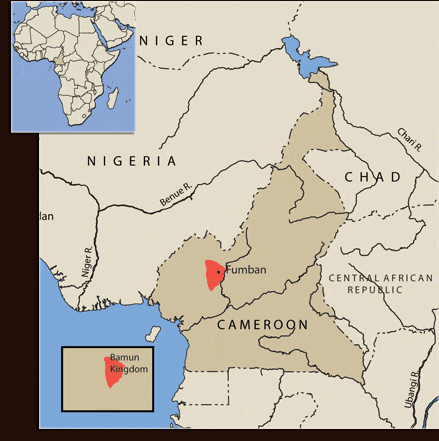
Ausdehnung des Königreichs Bamum

## Gründung
Die Bamum, ebenso wie mehrere andere Kameruner Hochlandvölker, stammen ursprünglich von den Tikar aus dem Kameruner Grasland ab. Faktisch wurde das Königreich Bamum von Einwanderern, die mit der Tikar-Königsdynastie der Nsaw verwandt waren, begründet. Der Gründer und erste König (genannt “Fon” oder “Mfon”) des Reiches war Nchare, ein Eroberer, dem nachgesagt wird, 18 Herrscher bezwungen zu haben. König Nchare gründete auch die Hauptstadt Fumban, damals Mfomben genannt. Diese erste Gruppe der Tikar-sprachigen Einwanderer und Eroberer absorbierte die Sprache Bamun sowie die Bräuche ihrer neuen Untertanen und waren von nun an als Bamum bekannt. Später nahmen alle Völker, die unter ihrem Einfluss standen, diesen Namen an. Auch die Chamba-Migration aus der Tikar-Ebene im südlichen Teil des westlichen Hochlands von Adamaua resultierte in der Gründung des Königreiches.

## Organisation
Der Reichsgründer organisierte das Land als König durch politische Institutionen, die von den Tikar ausgingen. Es gab Betitelte wie auch Adelige, die kom ngu (dt. Botschaftsräte des Königreiches), mit deren Hilfe er das Land regierte. Unter der Bevölkerung des Königreiches Bamum waren zudem Geheimgesellschaften aktiv. Der ngiri-Bund beispielsweise rekrutierte sich aus Prinzen und Prinzessinnen, während der mitngu-Bund für die allgemeine Bevölkerung zugänglich war, unabhängig vom sozialen Status. Der König von Bamum trug den Titel Mfon, der auch von den Tikar-Herrschern verwendet wurde. Meist suchte sich der Mfon seine Gefolgsmänner unter den Zwillingen und den Söhnen der Prinzessinnen. Der Mfon praktizierte die landesweit übliche Vielehe in einem privilegierten Ausmaß, was zu einem deutlichen Anwachsen der Herrscherfamilie und damit des Palastadels führte.

### Nguon
Die Bamun zelebrieren einen rituellen Dialog mit dem Mfon über seine Herrschaft in einem dreitägigen Fest, das alle zwei Jahre im Dezember stattfindet. Zunächst sammeln ausgewählte chiefs die Anliegen der Bevölkerung und legen sie dem Mfon vor. Dieser legt seine königlichen Privilegien zeitweise nieder und stellt sich einem öffentlichen Verfahren über seine Regentschaft, bei dem er bestraft oder sogar abgesetzt werden kann. Bei einem positiven Ausgang wird er wieder als Mfon eingesetzt. Gaben von Landesprodukten und Medizinkräutern begleiten die Zeremonien, die auch von sportlichen und kulturellen Veranstaltungen eingerahmt werden. Diese Regierungsrituale wurden 2023 in die UNESCO-Liste des immateriellen Kulturerbes der Menschheit aufgenommen.

### Adelstitel
| Adelstitel      | Übersetzung                              | Rolle und Funktionen                   | Ernennung und Nachfolge |
| --------------- | ---------------------------------------- | -------------------------------------- | ----------------------- |
| Mfon            | König                                    | Souverän                               | erbliches Amt           |
| Kom             | Minister (Mitgründer)                    | Inthronisationsberater                 | ernannt, danach erblich |
| Nafom           | Mutter des Königs oder königliche Mutter | Gleichgewicht der Macht                | ernannt                 |
| Nji Ngbetigni   | beigeordneter Nji                        | Vizekönig                              | erblich                 |
| Pom Mafon       | Bruder oder Schwester                    | Vormundschaft des Königs               | erblich                 |
| Nji Fon Fon     | Nji der Könige                           | Ministerpräsident                      | ernannt                 |
| Tita Nfon       | Vater des Königs                         | Königsvater                            | ernannt                 |
| Tita Ngu        | Vater des Landes                         | Oberhaupt der Justiz                   | ernannt                 |
| Tupanka         | Kopf des Panka                           | Oberbefehlshaber der königlichen Armee | ernannt                 |
| Kom Schu Mschut | Wachbegleiter des Palastes               | Berater des Königs                     | erblich                 |
| Manschut        | Großer des Palasts                       | Persönlichkeit des Königreichs         | ernannt                 |
| Mfontue         | Ergebener König                          | Vasallenchefs                          | erblich                 |
| Schunschut      | Palastwache                              | verschiedene Dienste                   | erblich                 |
| Kpen            | Sklave                                   | Bediener                               |                         |

## Kultur

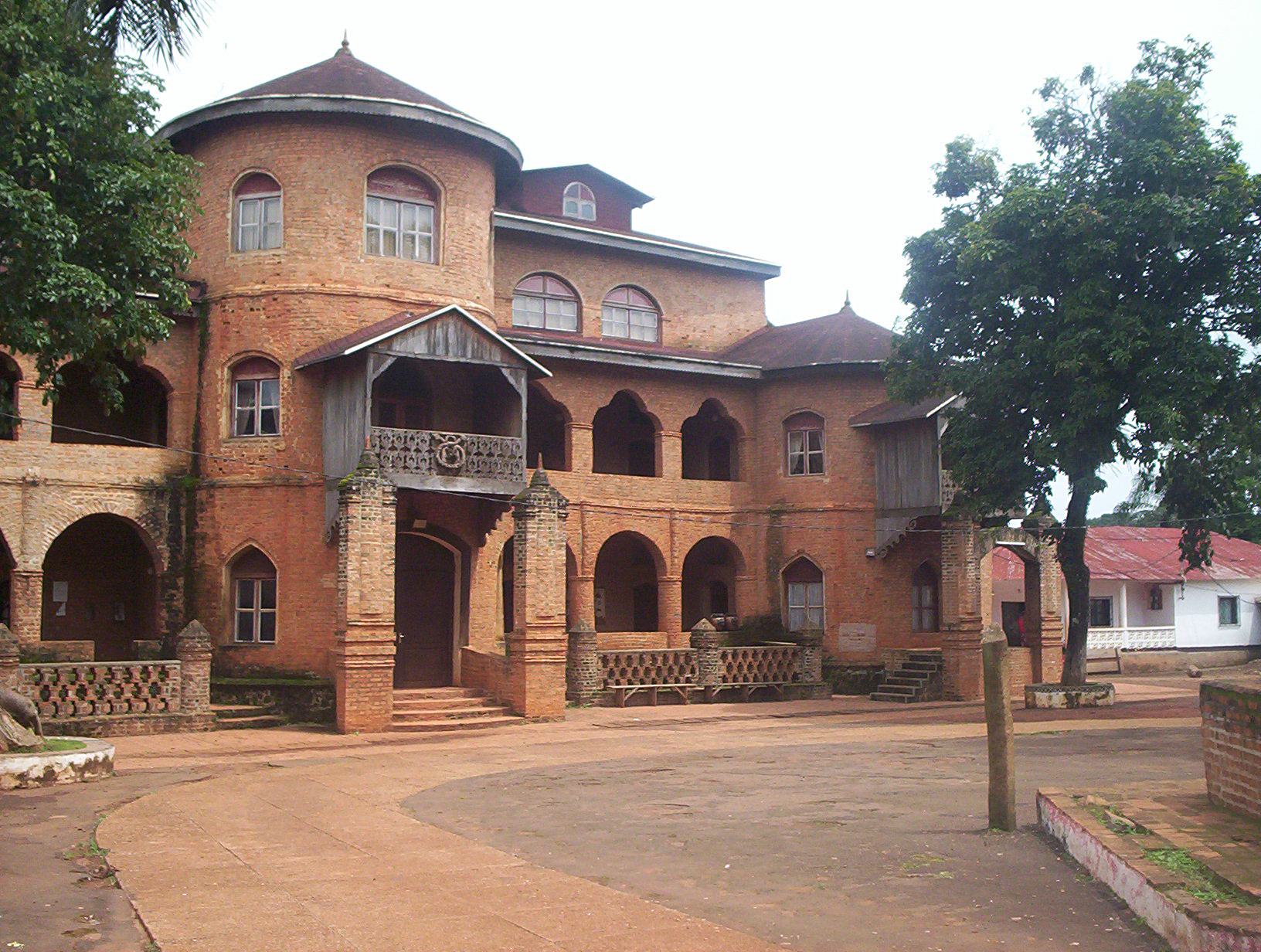
Sultanspalast in Fumban

Ursprünglich war die Staatssprache im Königreich Bamum das tikaroide bzw. nordbantoide Tikar. Doch mit der Zeit wurde die Sprache der Eroberten, das Bamun, angenommen. Die Wirtschaft war überwiegend vom Ackerbau geprägt dabei wurde Sklaverei  nur in geringem Maße praktiziert. Das Königreich Bamum trieb auch mit benachbarten Staaten Handel. Eingeführt wurden vor allem Salz, Eisen, Perlen, Baumwollgüter und Kupferobjekte.
Die Bamum entwickelten in ihrer Hauptstadt Fumban eine breit gefächerte Kunstkultur, die zu Beginn des 20. Jahrhunderts zu weltweiter Berühmtheit gelangte. Aus der Zeit der Regentschaft von Mfon Ndschoja sind sechs Farbstoffgruben gefunden worden, die verschiedene Farben enthielten. Außerdem importierten die Bamum von den Haussa Indigo-gefärbte Raffiabast-Textilien für die Anfertigung von Ntieya, der königlichen Kleidung. Angehörige der Haussa arbeiteten eigens für den König sowie den Adel der Bamum im Palast. Zudem unterwiesen sie Einheimische in der Kunst des Färbens.

## Geschichte
Während des 18. Jahrhunderts sah sich das Königreich einer Invasion von muslimischen Fulani-Kämpfern sowie der Chamba ausgesetzt. Durch die erlittenen Verluste zählten die Bamum gegen Ende des Jahrhunderts  nur noch 10.000 bis 12.000 Angehörige, hielten aber am Königtum fest. So umfasst die Liste der Bamum-Regenten insgesamt zehn Könige. Angefangen beim Begründer des Reichs Nchare bis zum Mfon Kuotu. Die neun Könige, die auf Nchare folgten, zeichneten sich im Gegensatz zu diesem nicht durch Eroberungen aus. Erst der Zehnte, Mfon Mbuembue, versuchte sich im späten 19. Jahrhunderts wieder an der territorialen Ausdehnung seines Herrschaftsgebiets. Er ist auch bekannt geworden durch die Zurückschlagung einer Attacke der Fulani im frühen 19. Jahrhundert, durch die im Zuge des Fulani-Dschihad der Islam gewaltsam verbreitet werden sollte. Mfon Mbuembue veranlasste zudem Maßnahmen, um die Hauptstadt Foumban mit einem Graben als Schutz zu umgeben. Auch war er der Initiator des Symbols Ngnwe peh tu. Dieses das Bamum-Volk repräsentierende Emblem zeigt eine Schlange mit zwei Köpfen und steht für die Fähigkeit, einen Zweifrontenkrieg zu führen und auch an beiden Fronten zu siegen.

### Deutsche Kolonisierung
Das Königreich Bamum wurde während der Herrschaft von Mfon Nsangu im Jahre 1884 freiwillig Teil der Kolonie Kamerun. Während seiner Regentschaft befand sich das Land im Krieg mit den Nso. Am Ende des Konflikts fiel auch der König, und sein Kopf fiel in die Hände der Nso. Unverzüglich nachher übernahm eine der Frauen des Königs, Njapdunke, gemeinsam mit ihrem Geliebten Gbetnkom Ndo`mbue die Amtsgeschäfte des Königs. Letzterem war es allerdings nicht erlaubt zu regieren, da er nicht der Sohn des Königs Mfon Mbuembue dem Großen Eroberer war oder von seiner Linie abstammte. Faktisch gab es nach dem Tode des Mfon keinen männlichen Thronerben, der den König ersetzen konnte; daher nahm Njapdunke für eine gewisse Zeit die Aufgaben des Königs wahr, aber nicht ausreichend, um den König zu repräsentieren. Letztendlich wurde sie abgesetzt und Gbetkom, ein Sohn der vorletzten Königs, als der neue Mfon eingesetzt. Gbetkom war ein Mann relativ kleiner Größe und regierte äußerst repressiv. Er erschuf eine Königsdiktatur, in der die Beine von denen, die größer waren als er, abgehackt wurden – eine Praxis, die ihm schließlich während einer Jagd-Unterrichtung sein Leben kostete. Nach seinem Tod trat sein kleiner Sohn Mbiekouo offiziell seine Nachfolge an, er war allerdings zu jung, um zu regieren. Es wurde eine Angewohnheit von ihm, wissen zu wollen, wer der ihn beschützenden Leibwächter sein Vater sei. Da der von Ngouhouo geführte königliche Hofstaat immer mehr befürchtete, dass der Junge in ihnen die Mörder seines Vaters erkennt, ermordeten sie auch ihn. Der Ort, wo dies geschah, heißt heute "Mfe erschoss Mfon mbwere", um so Mbiekouo in Ehren zu halten. Nun war der Thron für eine gewisse Zeit vakant und Ngouhouo, der Leiter des Hofs, wurde Mfon. Er entstammte jedoch nicht direkt der Linie des Königs Mbuembue, sondern war als Bamileke-Sklave geboren. Ngouoh war im Volk nicht willkommen und er entschied, den Palast in seine eigene Heimatstadt zu verlegen. Letztendlich gelang es Anhängern des ehemaligen Königs Mbuembue ihn zu besiegen und aus dem Reich zu verbannen. Ein Enkel von Mbuembue, Nsangou, wurde neuer König.

#### Njoya der Große

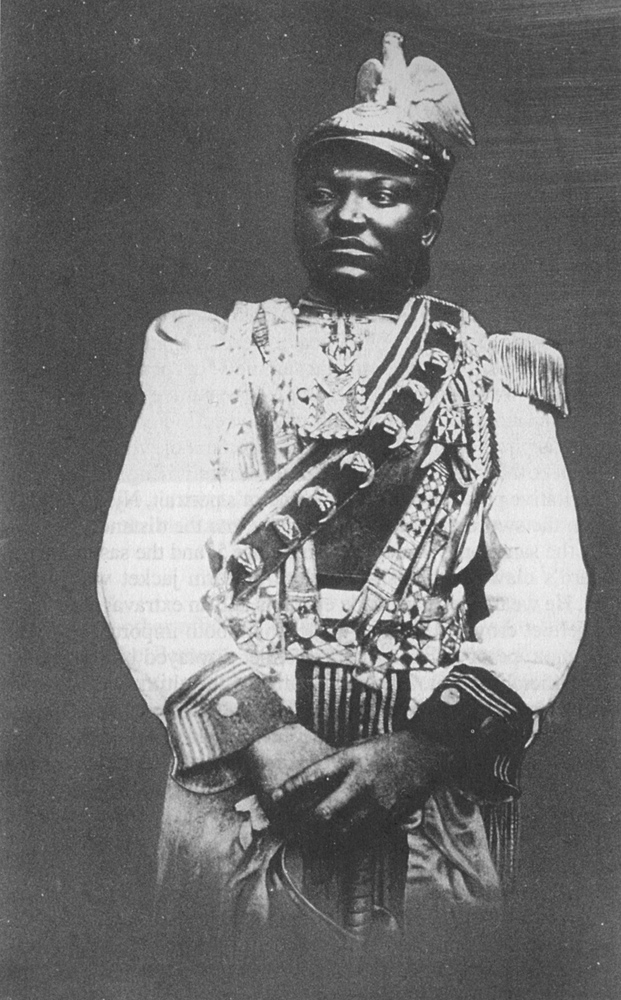
Sultan Njoya der Große

Schließlich kam König Ndschoja, Sohn des ermordeten Königs, an die Macht. Er regierte von 1883 bis 1931 und war einer der produktivsten Herrscher Bamums, da er für die Modernisierung zahlreicher Elemente der Bamum-Gesellschaft verantwortlich war. Er unterstellte sein Königreich freiwillig unter den Schutz der deutschen Kolonialmacht, indem er einem Schutzvertrag mit dem Deutschen Kaiserreich schloss. Im Jahre 1897 konvertierten Njoya und sein Hof zum Islam, eine Entscheidung, welche sich auf die Bamum-Kultur lange nach dem Tode Njoyas auswirkte. Der Monarch erhielt dadurch von nun an den Titel Sultan. Er entwickelte die Schümom-Schrift in der Absicht, dass das Bamum-Volk die Geschichte ihres Reiches aufzeichnen konnte. Im Jahre 1910 führte Njoya ein neues Schulwesen ein und errichtete landesweit Schulen, in der die Schümon-Schrift beigebracht wurde. Den Deutschen wurde es erlaubt, ihre Basler Mission in der Hauptstadt Bamums zu errichten und es wurden Baukonstruktionen unternommen, um einem Tempel zu errichten. Es wurde eine Schule errichtet, in der die Deutsche Sprache und die Bamum-Sprache gelehrt wurde. Unter der deutschen Schutzherrschaft wurden auch neue Wohnungsbautechniken eingeführt, da sich viele Deutsche unter den Einheimischen des Reiches als Farmer, Händler und Lehrer ansiedelten. Sultan Njoya blieb loyal zu seinen deutschen Oberherren, welche im Gegenzug seine Rechte als König respektierten und ihn über den Kolonialhandel berieten. Ein weiteres wichtiges Element in der Geschichte des Königreiches während der Periode unter deutscher Schutzherrschaft war die Einführung der Süßkartoffeln, Macabo und anderer neuer Lebensmittel, die dem Königreich halfen, wohlhabender denn je zu werden. Die Bamum handelten zwar bereits vorher in größerem Maßstab außerhalb ihrer traditionellen Grenzen, doch das neue Einkommen während der deutschen Kolonialzeit erhöhte den Lebensstandard merklich. Sultan Njoya wurde stark von Missionaren beeinflusst, die darauf abzielten, die Praxis der Götterbilder, der Polygamie und der Menschenopfer abzuschaffen. Als Antwort darauf schränkte Njoya königliche Exzesse ein. Adeligen wurde es erlaubt, landlose Personen aus der Unterschicht und sogar Sklaven zu heiraten. Der König selbst allerdings trat nicht zum Christentum über. Faktisch nahm er Elemente des Christentums und des Islams in den traditionellen Glauben der Bamum mit auf, um eine neue Religion zu gründen, die den Untertanen genehmer sein sollte.
Im Jahre 1906 sandte das Gouvernement von Kamerun eine Expeditionstruppe gegen die Nso, die von Sultan Njoyas Soldaten unterstützt wurden. Nach dem deutsch-bamumischen Sieg über die Nso gelang es der Truppe, den Kopf von Njoyas Vater zurückzugewinnen, was für die Legitimation des Königs äußerst ausschlaggebend war. Von nun an wurde der Bund zwischen Bamum und Deutschland als unzerbrechlich bezeichnet.

### Französische Eroberung
Als das deutsche Kamerun während des Ersten Weltkrieges an allen Grenzen bedroht war (→Kamerun im Ersten Weltkrieg), wurde es vom Königreich Bamum bis zum Ende des Krieges gegen den Einmarsch der britischen und französischen Truppen unterstützt. Das Ende der deutschen Kolonialherrschaft wurde als nachteilig empfunden, da sich die nachfolgenden Franzosen deutlich repressiver zeigten.
Im Jahre 1919 wurden die deutschen Kolonialbesitzungen in Kamerun zwischen Frankreich und Großbritannien aufgeteilt. Das Gebiet des Königreiches wurde zwischen den zwei Völkerbundsmandaten aufgeteilt: Britisch-Kamerun und Französisch-Kamerun. Das Bamum-Königreich selbst geriet überwiegend unter die Herrschaft Frankreichs und war dem Völkerbundsmandat Französisch-Kamerun direkt unterstellt. Die französische Herrschaft war wesentlich repressiver als die deutsche. Im Jahre 1923 wurde Sultan Njoya von den Franzosen entthront und abgesetzt und die Bamun-Schrift verboten. Ebenso wurde der Gebrauch des Deutschen und der Bamum-Sprache in den Schulen abgeschafft und allein die französische Sprache im Bildungssystem zugelassen.

### Gegenwart
Nach der Unabhängigkeit des Kamerun wurde das weiterhin aktive Königreich Bamum eine Verwaltungseinheit des Staates. Seit 1981 ist es unter dem Namen Noun ein Bezirk in der Region Ouest (West).

## Liste der Könige und Sultane

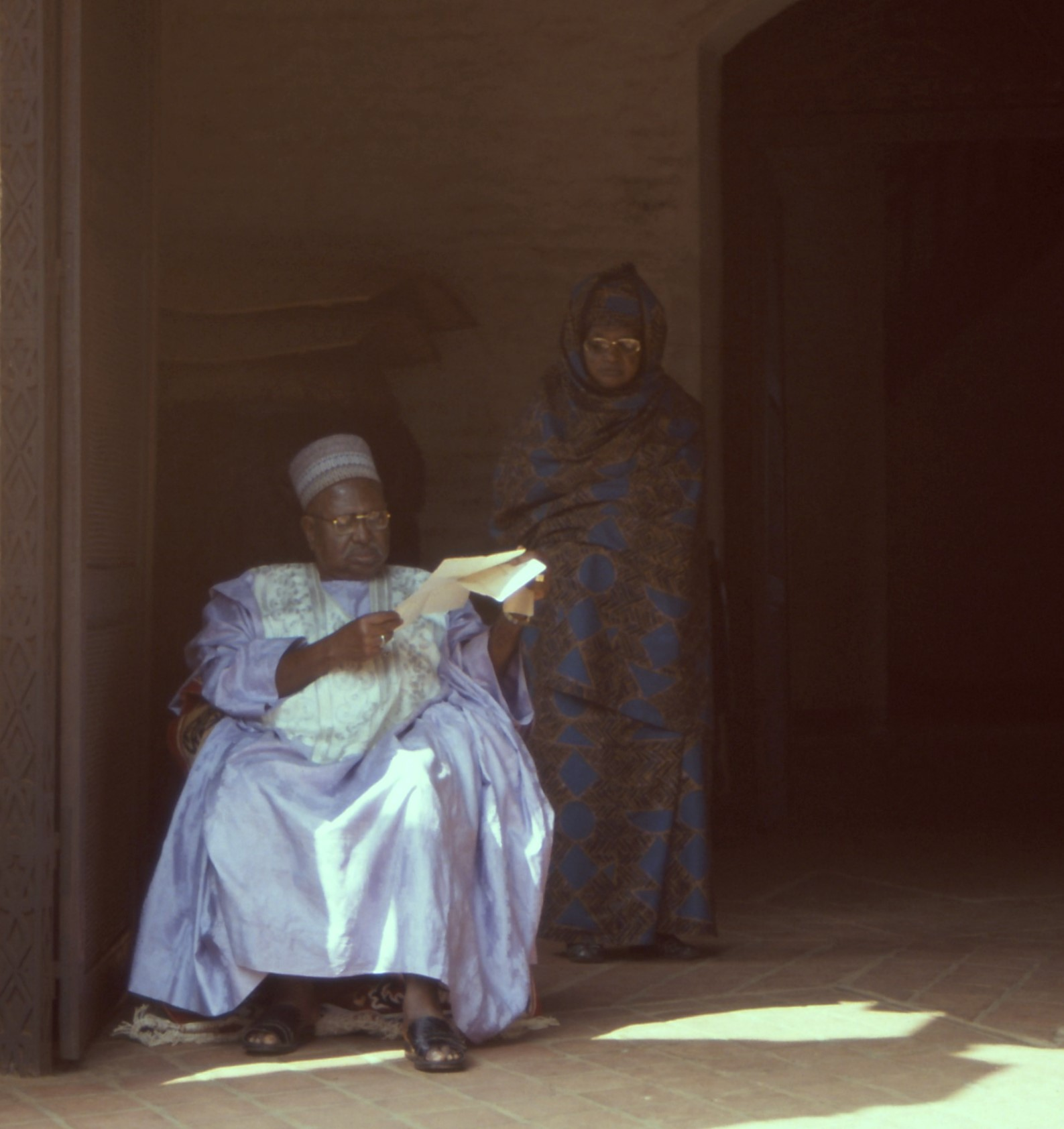
Ibrahim Mbombo Njoya im Sultanspalast von Fumban

1. Nchare Yen 1394–1418
2. Ngoupou 1418–1461
3. Monju   1461–1498
4. Mengap   1498–1519
5. Ngouh I.  1519–1544
6. Fifen 1544–1568
7. Ngouh II. 1568–1590
8. Ngapina 1590–1629
9. Ngouloure 1629–1672
10. Kouotou 1672–1757
11. Mbouombouo 1757–1814
12. Gbetkom 1814–1817
13. Mbiekouo 1817–1818
14. Ngouhouo 1818–1863
15. Ngoungoure 1863 (30 Minuten)
16. Nsangou 1863–1889
17. Ibrahim Njoya 1889–1933
18. Njumoluh Njoya 1933–1992
19. Mbombo Njoya 1992–2021
20. Nabil Mbombo Njoya seit 2021